# Obzor Hill
Der Obzor Hill (englisch; bulgarisch хълм Обзор wrach Obsor) ist ein 490 m hoher Hügel auf der Trinity-Halbinsel des Grahamlands im Norden der Antarktischen Halbinsel. Er ragt 2,46 km westsüdwestlich des Kap Dubouzet, 1,18 km nördlich des Mount Bransfield und 1,87 km nordwestlich des Vishegrad Knoll auf.
Deutsche und britische Wissenschaftler kartierten ihn 1996 gemeinsam. Die bulgarische Kommission für Antarktische Geographische Namen benannte ihn 2010 nach der Stadt Obsor im Südosten Bulgariens.